# 羅約爾 (伊利諾伊州)
羅約爾（英語：Royal）是位於美國伊利諾伊州尚佩恩縣的一個村落。

## 地理
羅約爾的座標為40°01′36″N 87°58′23″W / 40.02667°N 87.97306°W，而該地最高點為海拔高度208米（即684英尺）。

## 人口
根據2010年美國人口普查的數據，羅約爾的面積為0.44平方千米，當中陸地面積為0.44平方千米，而水域面積為0.28平方千米。當地共有人口293人，而人口密度為每平方千米665人。